# 구산동 응회암

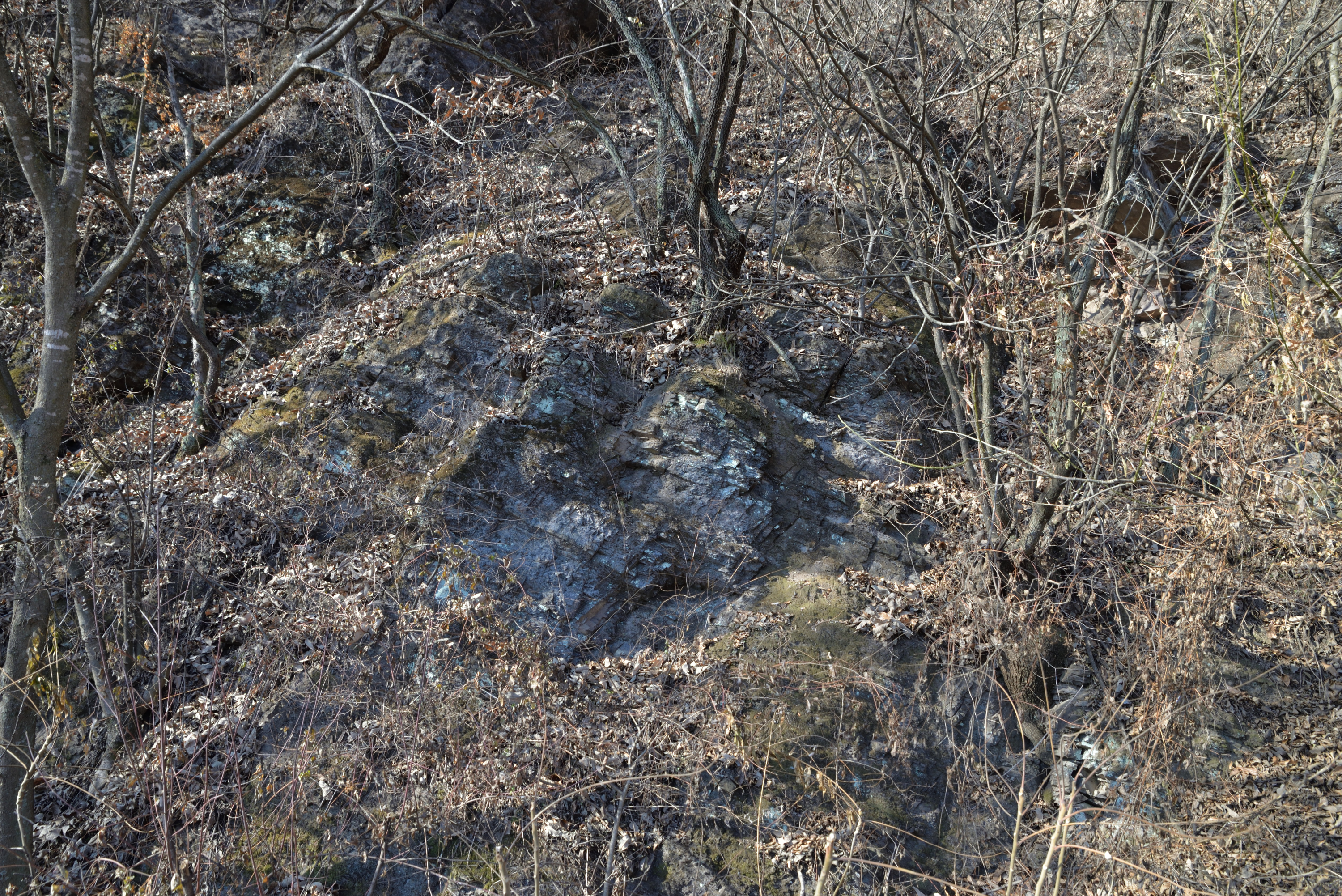
의성군 가음면 양지리 산 43, 명곡서원길 도로변의 사곡층과 구산동 응회암

구산동 응회암(九山洞 凝灰巖, Gusangdong Tuff)은 대한민국 경상 분지 의성소분지에서 사곡층과 춘산층 사이에, 밀양소분지에서 함안층과 진동층 사이에 있는 응회암 지층이며 경상 분지의 열쇠층이다. 이 지층은 영천시 신녕면에서 처음 발견되어 신녕 역암이라 불렸으나 이후 응회암임이 확인되어 구산동 응회암으로 명명되었다. 구산동 응회암은 두께가 1~4 m, 최대 30 m에 불과하지만 측방으로의 횡적 연장성이 우수하여 경상북도 의성군에서 남해안 사천시 앞바다까지 200 km 이상 연장된다. 구산동 응회암은 층서적으로 볼 때 함안층과 진동층의 경계와 거의 일치하기 때문에 구산동 응회암의 생성시기는 함안층과 진동층의 경계시기와 거의 일치한다고 볼 수 있다. 구산동 응회암에 대한 절대 연령 측정 결과는 대략 9600만~9700만 년 전으로 추정된다.

## 연구 역사
구산동 응회암은 1976년 영천시 신녕면에서 처음 발견되어 신녕 역암으로 불렸으나, 이후 응회암으로 확인되고 장기홍(1977)에 의해 구산동 응회암으로 명명되었다. 하양층군의 주요 열쇠층인 구산동 응회암의 두께는 보통 2~3 m이나 구산동 응회암의 표식지인 구산동도폭의 삼학등 부근에서는 24 m에 달한다. 구산동 응회암은 유문석영안산암질(rhyodacite)의 응회암이며 일반적으로 퇴적구조가 없는 괴상의 암석이다. 구산동 응회암은 내부 구조와 조성에 따라 기저층상층(Basal Layered Division), 괴상층(Massive Division), 상부층상층(Stratified Upper Division)으로 구분되며, 의성소분지 지역의 구산동 응회암을 북부 구산동 응회암(NKT, Northern Kusandong Tuff)으로, 밀양소분지 지역의 구산동 응회암을 남부 구산동 응회암(SKT, Southern Kusandong Tuff)으로 구분된다. 고자기 연구 결과 구산동 응회암의 주 자성광물은 자철석과 적철석이며 북부와 남부 구산동 응회암은 거의 동시기에 퇴적되었고 의성소분지와 밀양소분지 간에는 상대적인 회전운동이 일어나지 않았던 것으로 드러났다. 논문의 오타와 이에 따른 계산상의 오류에도 불구하고 고지자극의 위치는 북위 67.3°, 동경 196.2°으로 확정되었다. 화학 조성 분석 결과 북부 및 남부 구산동 응회암은 각각 성인이 완전 다른 마그마로부터 분출하였으며 남부 구산동 응회암은 두 마그마가 또다시 두 번 분출하여 기저층상층과 괴상층을 형성시킨 것으로 해석되었다.

## 구산동 응회암의 절대연령
- 장기홍 외(1998)는 북부 구산동 응회암에서의 저어콘 U-Pb CHIME 연령을 113±10 Ma로 보고하였다.[9]
- 좌용주와 정종옥(2002)은 칼륨-아르곤 연대 측정을 실시하여 창녕 북쪽의 북부 구산동 응회암은 97.4~103.4 Ma, 창녕 남쪽의 남부 구산동 응회암은 81.9~88.1 Ma의 연령을 보고하였다.[10]
- 좌용주 외(2004)는 저어콘에 대한 Laser Ablation ICP-MS 분석을 통해 구산동 응회암의 U-Pb 연대측정을 실시하였고, 남부 구산동 응회암은 97±2 Ma, 북부 구산동 응회암은 96±2 Ma라고 보고하여 구산동 응회암의 분출 시기를 96~97 Ma로 정하고 이 시기를 진동층 퇴적시기의 하한으로 설정하였다.[11] 김찬수 외(2005)는 좌용주 외(2004)의 연대측정 결과가 방법론적으로 가장 신뢰할 수 있는 분출 시기라고 판단하였다.[12]
- 좌용주 외(2009)는 LA-ICP-MS U-Pb 저어콘 연대측정을 실시하여 북부 및 남부 구산동 응회암에서 각각 97.1±2.0 Ma과 97.3±1.8 Ma의 연령을 보고하였다. 또한 북부 구산동 응회암에는 특이하게 평균 107.9±3.0 Ma의 연령을 가지는 저어콘들도 함께 존재함을 보고하였으나, 이들 저어콘은 구산동 응회암 분출 이전의 옛날 저어콘인 것으로 해석하였다.[13]
- 김종선 외(2013)는 SHRIMP U-Pb 연대측정을 실시하여 북부 및 남부 구산동 응회암에서 각각 103.0±1.2 Ma와 104.1±1.3 Ma의 연령을 보고하였다.[14]

## 지역별 지질
구산동 응회암은 경상 분지 의성소분지에서는 사곡층과 춘산층의 경계에, 밀양소분지에서는 함안층과 진동층의 경계 부근에 나타나지만, 경상남도 함안군 이남 지역에서는 함안층의 중부에 나타난다. 일반적으로 구산동 응회암의 하위에는 암회색의 이암 지층이, 상위에는 사암 지층이 있다. 구산동 응회암은 의성소분지에서는 심하게 풍화되어 있으며 밀양소분지에서는 혼펠스화되어있다.
의성소분지 지역의 북부 구산동 응회암(NKT)은 청송군 안덕면 명당리에서 대구광역시 서구 용산동까지 분포하며 청송융기부와 영양소분지로는 더 이상 연장되지 않는다. 의성소분지와 밀양소분지 지역의 구산동 응회암은 화학조성에 차이를 보여 거의 동일한 시기에 서로 다른 두 마그마로부터 형성되었을 가능성이 있다.

### 의성군과군위군
구산동 지질도폭(1976)에 의하면 사곡층과 춘산층의 경계는 구산동 응회암을 춘산층의 기저로 하여 구별된다. 춘산층의 기저에는 두께 2~24 m의 구산동 응회암층이 존재하며, 이 층을 추적하여 대구광역시 지역에 이르면 함안층의 최상부에 놓인다.
군위 지질도폭(1980)에 의하면 두께 2 내지 3 m인 구산동 응회암이 춘산층의 기저가 된다.
의성군 사곡면 공정리 산 17-1 지방도 제912호선 도로변에는 위 사진과 같이 구산동 응회암의 노두가 드러나 있다. 이곳의 구산동 응회암은 풍화가 심하지만 전 경상 분지를 통틀어 구산동 응회암이 가장 두껍게 나타나는 곳으로, 1~4 m에 불과한 타 지역과 달리 그 두께가 30 m에 달한다. 도로변 철제 펜스에 의성지질공원 마크가 붙어 있어 쉽게 찾을 수 있다.

### 영천시
영천시 신녕면에 분포하는 경상 누층군 함안층의 최상부에 두께 2~3 m의, 외관상 화강반암 같은 응회암이 분포하며 이를 따라 남하하면 대구광역시 이남에서도 모두 함안층의 최상부에 존재한다.

### 대구광역시
밀양소분지 지역에서 구산동 응회암은 층서적으로 함안층과 진동층의 경계 직하 80 m, 즉 함안층의 상부에 위치한다. 대구층의 하부와 상부가 각각 함안층과 진동층에 해당하는 바 대구광역시 시내에도 구산동 응회암이 분포하며 구산동 응회암은 층서를 밝히는 중요한 열쇠층일 뿐 아니라 특히 대구광역시 시내에 있어서는 충적층 아래 잠복된 기반암의 지질 구조를 찾아내는데 큰 이바지를 했다. 그러나 도시 개발에 따라 대구광역시 시내의 노두들은 대부분 소멸되어 현재는 찾기 힘들다. 현재까지 발견된 노두는 다음과 같다.
- 한전아파트(수성구 수성동4가 달구벌대로471길 10)와 신천시장(범어동 1003) 사이를 흐르는 범어천의 복개 도로변
- 범어동 신천시장에서 한영아파트를 향해 오르는 계단 옆 언덕
- 청구삼거리 부근 건설공제조합 건물 서편 (소멸)
- 중원빌라(동구 동부로30길 92-6) 동편 (소멸)
- 구 동부시외정류장 내 북동부 (소멸)

해당 지역의 구산동 응회암의 암상을 관찰한 결과, 구산동 응회암 하부에는 중~암회색의 이암 내지 셰일이 퇴적되어 있고 위에는 두께 2.5 m의 사암이 관찰된다. 응회암층 아래에 니질암이, 위에는 사질암이 놓이는 층서는 이곳 대구뿐만 아니라 경상 분지 전역에서 볼 수 있는 일반적인 양상이다. 구산동 응회암 저어콘 결정들의 U-Pb CHIME 연대측정 결과는 약 113.6 Ma로 이는 백악기 전기 압트절(Aptian)에 해당한다.

### 창녕군~남해군
밀양소분지 지역에서 남부 구산동 응회암(SKT)은 대구광역시 달성군 구지면 대암리에서 남해군 창선면 천포리까지 총 연장 130 km의 범위로 추적되며, 전체 두께는 1.4~4.7 m이다. 두께 4~33 cm의 기저층상층(Basal Layered Division)과 두께 1.3~3.8 m의 괴상층(Massive Division)으로 구된다. 괴상층은 희미한 층리를 보이고 최하부 수 cm 구간에는 역점이층리가 발달한다. 고수류 측정 결과에 의하면 남부 구산동 응회암은 창원시 부근에서 분출하여 경상 분지 경계부를 향하여 약 80 km 이상 방사형으로 이동하여 퇴적된 것으로 보인다. 마그마 기원의 결정은 26.5~50.3 vol. % 함유되어 있다. 사천시 정동면 학촌리 국도 제33호선에서 구산동 응회암이 관찰된다.

## 같이 보기
- 경상 누층군
- 사곡층
- 함안층
- 진동층
- 의성군의 지질
- 대구광역시의 지질
- 응회암